# سان أوغستين ديل جواداليكس
سان أوغستين ديل جواداليكس (بالإنجليزية: San Agustín del Guadalix)‏ هي بلدية ومدينة في منطقة الحكم الذاتي وتقع في منطقة مدريد في وسط إسبانيا. تبلغ مساحة هذه المدينة 38.3 (كم²)، ويبلغ عدد سكانها 11885 نسمة حسب إحصاء سنة 2010 م.

## أعلام
- خوليان بيرينديرو

## وصلات خارجية
- الموقع الرسمي